# Трон орла
Трон орла (ісп. «La silla del águila») — політико-фантастичний сатиричний роман про наближене майбутнє мексиканського письменника Карлоса Фуентеса. Хоча він був опублікований у 2003 році, він розкриває футуристичне бачення автором Мексики у 2020 році з його політичними та соціальними, національними та міжнародними проблемами та внутрішніми інтригами та любовними лініями. Назва стосується президентського крісла Мексики.
У національних рамках наближаються президентські вибори. У країні проводяться страйки робітників, студентські марші та селянські різанини. У міжнародних рамках президент Мексики робить заяви, які не подобаються уряду Сполучених Штатів. У баченні майбутнього Фуентеса президентом США є Кондоліза Райс, Кубою досі править Фідель Кастро, а Мексика продовжує залишатися країною, залежною від свого північного сусіда, уряду Вашингтона, у відвертій політичній репресії та вимагаючи кращих комерційних умов у нафтових питаннях, блокуючи внутрішні телекомунікації країни, закриваючи супутниковий центр Флориди, яким було призначено управління телебачення, телефону, радіо, мережі та мобільної телефонії. Саме з цієї причини розповідь роману переважно здійснюється через листування його персонажів, оскільки пошта є єдиним можливим засобом спілкування. Саме через листи розкриваються історії персонажів і корупція політиків, які використовують зраду, секс, лицемірство та співчуття для досягнення своїх особистих цілей. Згодом листування з метою забезпечення таємності замінює прослуховування касет.
Персонажі:
- Лоренцо Теран — Президент сексенніуму, що вважає, що суспільство може вирішити свої проблеми самостійно. Йому не вистачає необхідних повноважень для здійснення своєї позиції.
- Сесар Леон, колишній президент.
- Таціо Каналь, голова адміністрації президента, — інтригуючий персонаж.
- Берналь Еррера, прем'єр-міністр. Він пішов з посади, щоб розпочати свою виборчу кампанію.
- Ксав'єр Сарагоса «Сенека», радник президента.
- Андіно Алмазан, міністр фінансів.
- Жозефіна «ла Пепа» Алмазан, дружина Андіно Алмасана і кохана Тацито де ла Канал.
- Улісес Барраган, міністр освіти.
- Абундіо Конменарес, секретар охорони здоров'я.
- Гільєрміна Гільєн, міністр навколишнього середовища.
- Василіо Тарацена, міністр праці.
- Епіфаніо Алаторре, міністрр сільського господарства.
- Феліпе Агірре, міністр інфраструктури.
- Хуан де Діос Молінар, міністр з питань інформації та ЗМІ.
- Паладіо Вілласенор, генеральний прокурор юстиції.
- Мондрагон фон Бертраб, міністр оборони.
- Кіцеро Арруза, начальник поліції, який ліквідував усіх своїх ворогів.
- Марія дель Росаріо Гальван, дочка Барозу, через свої спокуси досягає своїх особистих цілей. Він мстивий і, коли був молодий, він вирішив одружитися на Берналі Еррері, який був ворогом батька, створюючи сімейну драму.
- Ніколас Вальдівія, персонаж «невідомого походження» і головний у сюжеті роману, призначений радником Управління Президента завдяки Марії дель Росаріо Гальван, його коханій, який сподівається, що він стане майбутнім президентом.
- Марія дель Росаріо Гальван

Автор присвятив роботу своїм колегам з юридичного факультету Національного автономного університету Мексики (UNAM).
Передвиборча кампанія президентських виборів 2018 року мала окремі риси роману Фуентеса. Так само, можна провести окремі паралелі з українською політикою після приходу до влади Володимира Зеленського, зокрема це стосується персон Андрія Богдана, Арсена Авакова та деяких інших політиків сучасної України, які читають в окремих персонажах роману Фуентесу про майбутнє Мексики, а відносини Мексики та США у романі дуже нагадують стосунки України з РФ.